# Eugene Trinh
Eugene Huu-Chau Trinh (Ho Chi Minhstad (Vietnam), 14 september 1950) is een Amerikaans voormalig ruimtevaarder. Trinh zijn eerste en enige ruimtevlucht was STS-50 met de spaceshuttle Columbia en vond plaats op 25 juni 1992. Tijdens de missie werd er voor het eerst wetenschappelijk onderzoek gedaan in de United States Microgravity Laboratory (USML-1), een speciaal aangepaste Spacelab module.
Trinh werd in 1983 geselecteerd door NASA. In 1992 verliet hij NASA en ging hij als astronaut met pensioen.